# Степанов, Анатолий Яковлевич
Анатолий Яковлевич Степанов (9 августа 1931, Воронеж — 14 мая 2012, Москва) — советский, русский писатель, педагог, сценарист, работавший в жанре милицейского детектива. Заслуженный работник культуры РСФСР (1965).

## Биография
Образование — Всесоюзный государственный институт кинематографии (1955). Член Союза кинематографистов СССР. Преподаватель ВГИКа, руководил мастерской кинодраматургии с 1989 года: среди его выпускников Екатерина Шагалова, Аркадий Приходченко, Милана Касакина, Дмитрий Иванов, Анастасия Волкова, Татьяна Арцеулова.
С 1954 года работал на киностудии «Мосфильм». В биографии на 1987 год указано, что «в настоящее время является главным редактором Второго творческого объединения „Мосфильма“».
Автор сценария фильма «Женщина, которая поёт» (1978). О его создании Степанов вспоминал: «Многое в своем сценарии я просто угадал, например, деревянный дом, где героиня провела детство. Какие-то черты характера». По его словам, многое переделывалось по требованию чиновников Госкино.
Умер в 2012 году. Похоронен на Ваганьковском кладбище.

## Книги
Главный герой его романов в жанре детектива — милиционер Александр Иванович Смирнов (в кино его роль исполняли Василий Мищенко («В последнюю очередь»), Анатолий Кузнецов («Уснувший пассажир»), Юрий Стосков («Привал странников»), а также Евгений Сидихин («МУР есть МУР») и Борис Невзоров («Верёвка из песка»).

## Фильмография (сценарист)
- 1960 — «Золотое пёрышко» (мультфильм)
- 1975 — «Победитель»
- 1978 — «Женщина, которая поёт»
- 1979 — «Я буду ждать»
- 1979 — «Погоня в степи»
- 1980 — «Путь к медалям» (СССР, Япония)
- 1981 — «В последнюю очередь» (из цикла о Смирнове)
- 1981 — «В начале игры»
- 1982 — «У кромки поля»
- 1983 — «Экипаж машины боевой»
- 1987 — «Акция»
- 1987 — «Исполнить всякую правду»
- 1990 — «Футболист»
- 1991 — «Привал странников» (из цикла о Смирнове)
- 1991 — «Дом свиданий»
- 1992 — «Свободная от мужчин»
- 1994 — «Уснувший пассажир» (из цикла о Смирнове)
- 1995, 2001, 2003, 2004 — «На углу, у Патриарших» (1, 2, 3, 4 сезоны)
- 2004 — «МУР есть МУР» (из цикла о Смирнове)
- 2005 — «Верёвка из песка»
- 2009 — «Осенние заботы»